# Zwergpalmettopalme
Die Zwergpalmettopalme (Sabal minor) ist eine kleinwüchsige Palmenart aus der Gattung Sabal innerhalb der Familie der Palmengewächse (Arecaceae). 

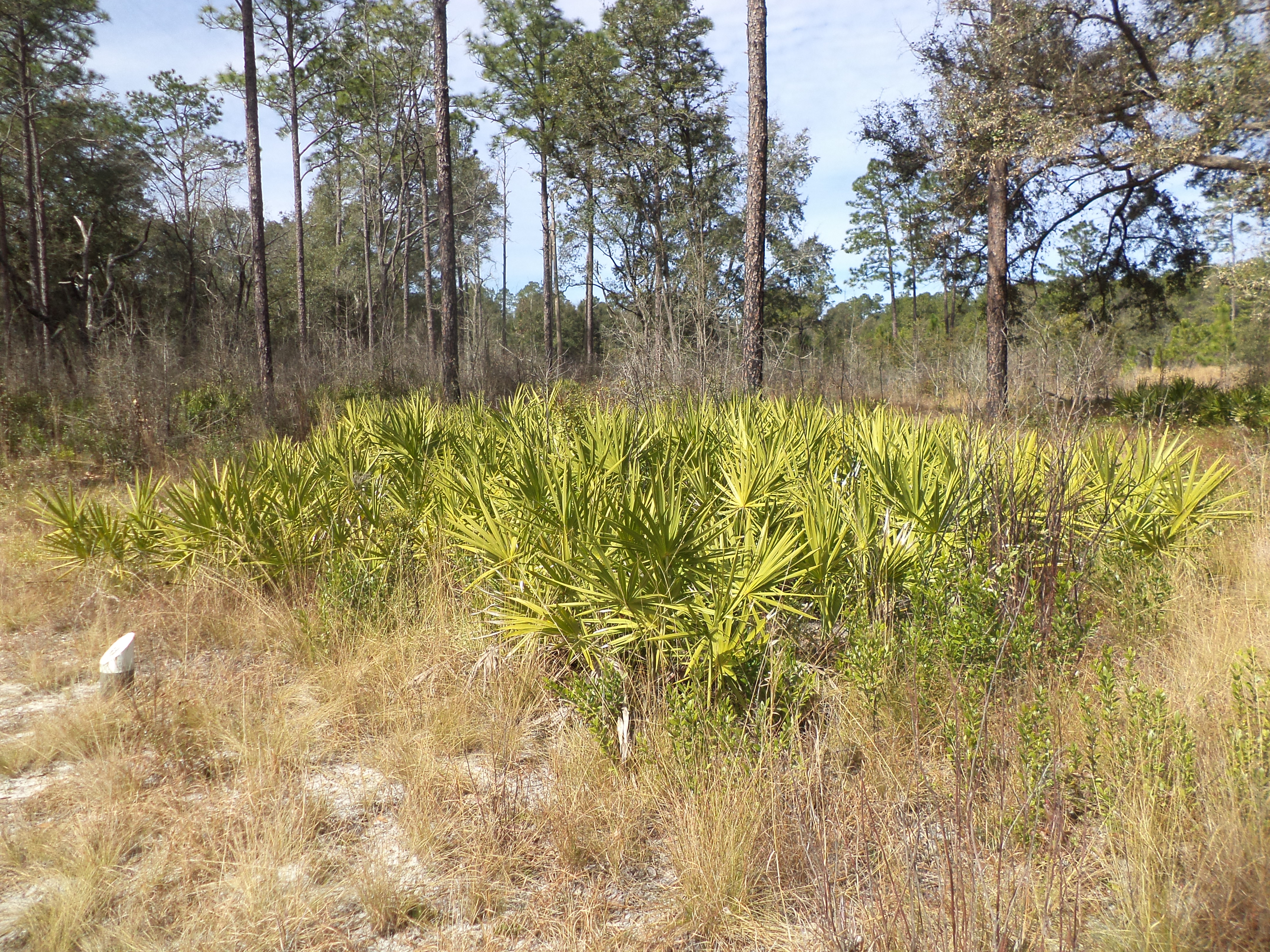
Bestand der Zwergpalmettopalme in Georgia

## Merkmale
Die Zwergpalmettopalme hat meist nur einen unterirdischen Stamm, so dass die Blätter direkt auf dem Erdboden sitzen. Selten bildet sie einen kurzen aufrechten Stamm, der einen bis zwei Meter Höhe erreichen kann. Ihre Krone besteht nur aus vier bis zehn fächerförmigen Blättern, die dunkel- bis blaugrün sind und keine herabhängenden Fäden aufweisen. Im Sommer werden mehrere, schlanke Blütenstände gebildet, die aus zwittrigen, weißen, duftenden Blüten bestehen. Die Früchte der Zwergpalmettopalme sind rund, schwarz und haben einen Durchmesser von 7 bis 10 mm.

## Vorkommen
Das natürliche Verbreitungsgebiet von Sabal minor liegt im Südosten der USA. Es reicht vom Osten Texas über Louisiana, Mississippi, Alabama, den Norden und den Westen Floridas, Georgia bis an die küstennahen Regionen von South- und North Carolina. Die Art ist sehr häufig.
Die Zwergpalmettopalme wächst vor allem als Unterwuchs in sommergrünen Laubwäldern. Dabei bevorzugt sie feuchte und humusreiche Böden. Im texanischen Hügelland wächst sie auch auf trockenen Kalksteinböden bis in Höhen von 600 Metern. Im Nordwesten ihres Verbreitungsgebietes erfrieren ihre Blätter im Winter und die Palme treibt im Frühjahr wieder aus.

## Taxonomie
Die Zwergpalmettopalme wurde 1776 von Nicolaus Joseph von Jacquin in Hortus Botanicus Vindobonensis Band 3, Seite 8 als Corypha minor erstbeschrieben. Die Art wurde 1805 von Christiaan Hendrik Persoon in Synopsis Plantarum Band 1 Seite 399 als Sabal minor (Jacq.) Pers. in die Gattung Sabal gestellt.

## Nutzung
Die Zwergpalmettopalme gilt als sehr winterhart mit einer Kälteresistenz von bis zu −20 °C. Die Blätter der Zwergpalmettopalmen wurden von den Indianern des südöstlichen Nordamerikas vor allem für Hausdächer verwendet oder es wurden Körbe, Hüte oder Seile aus den Blattfasern hergestellt. Heute werden sie vor allem als Gartenpflanzen genutzt.

## Bildergalerie

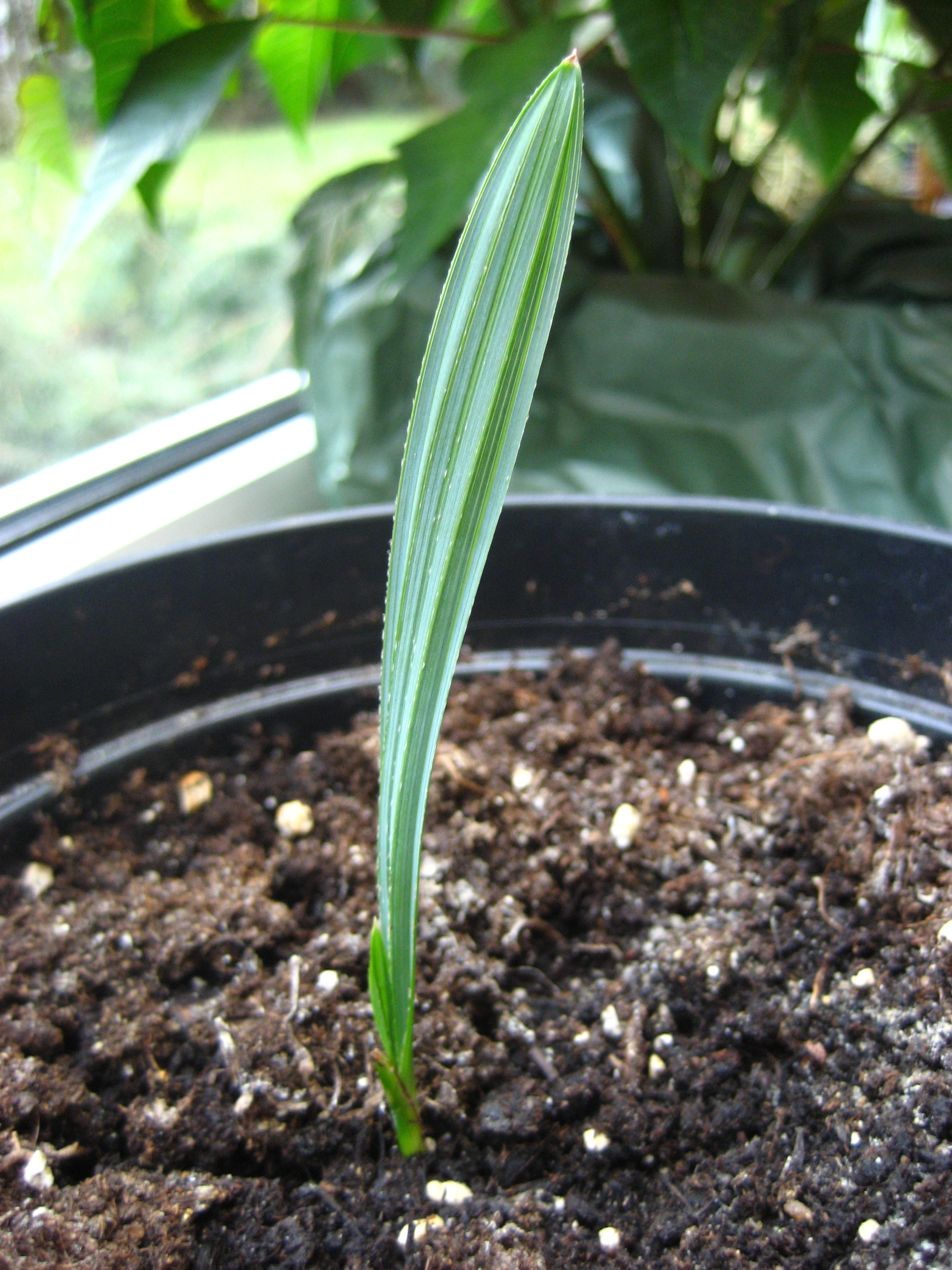
Keimling von Sabal minor
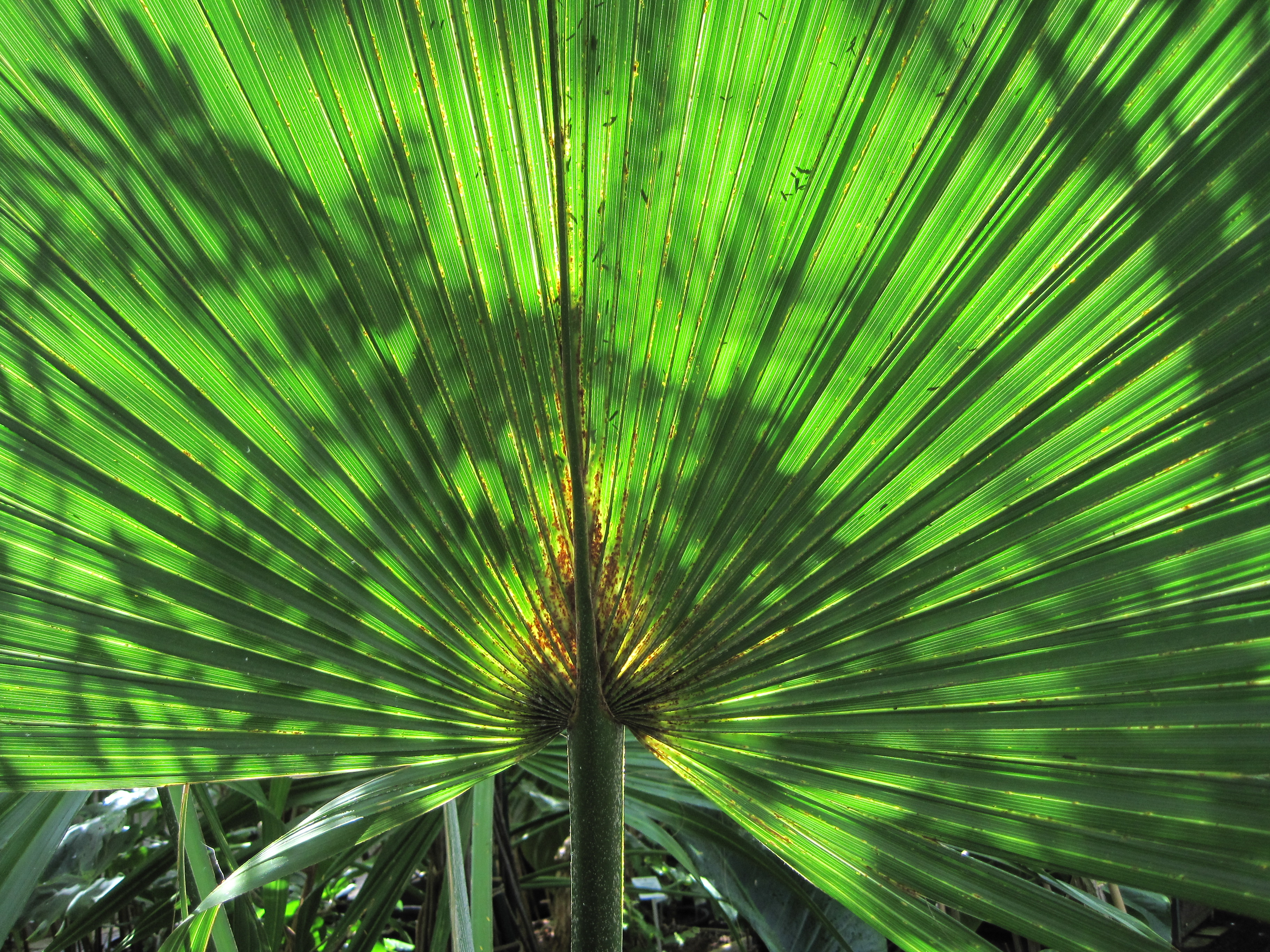
Blattspreite
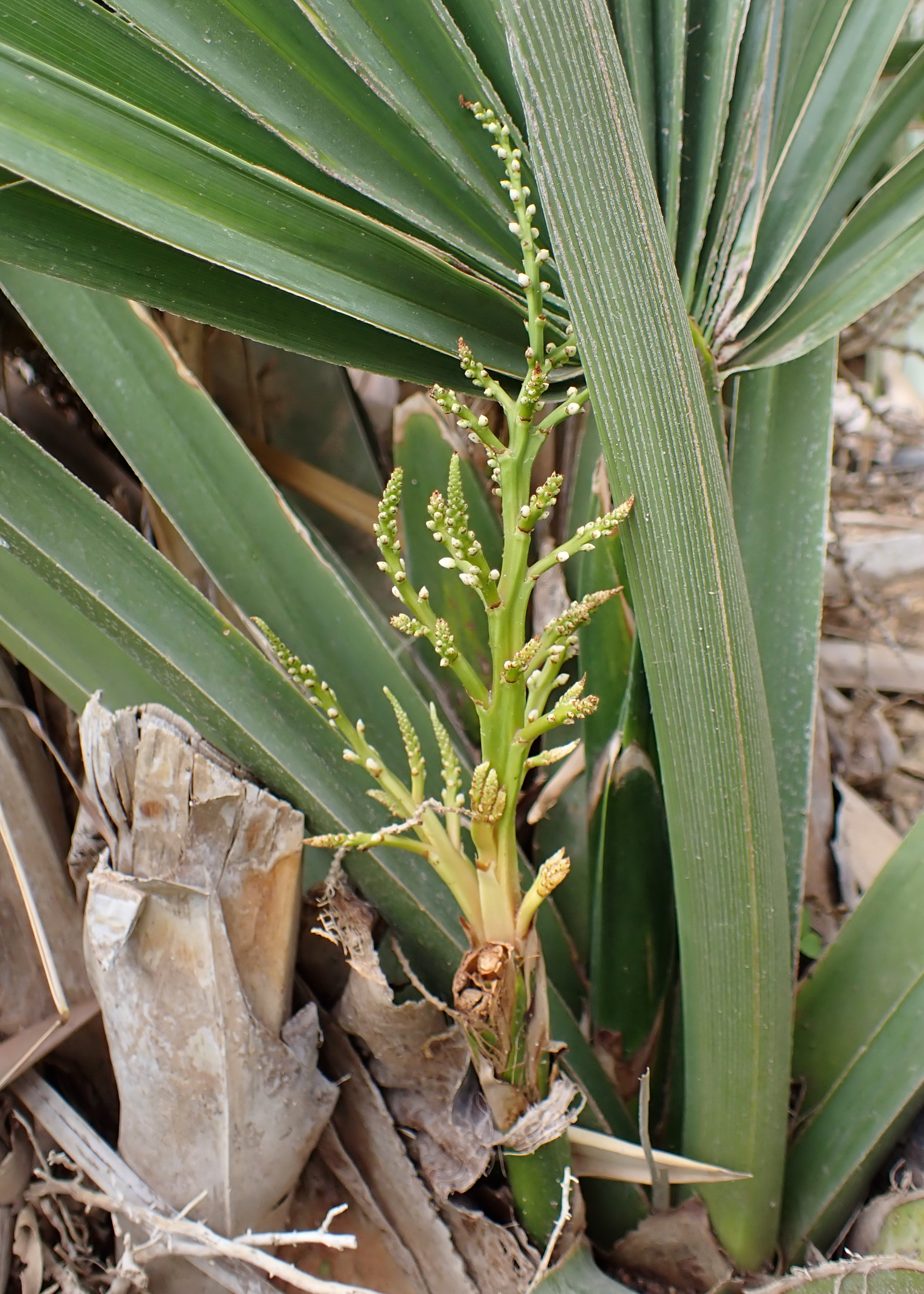
Blütenstand
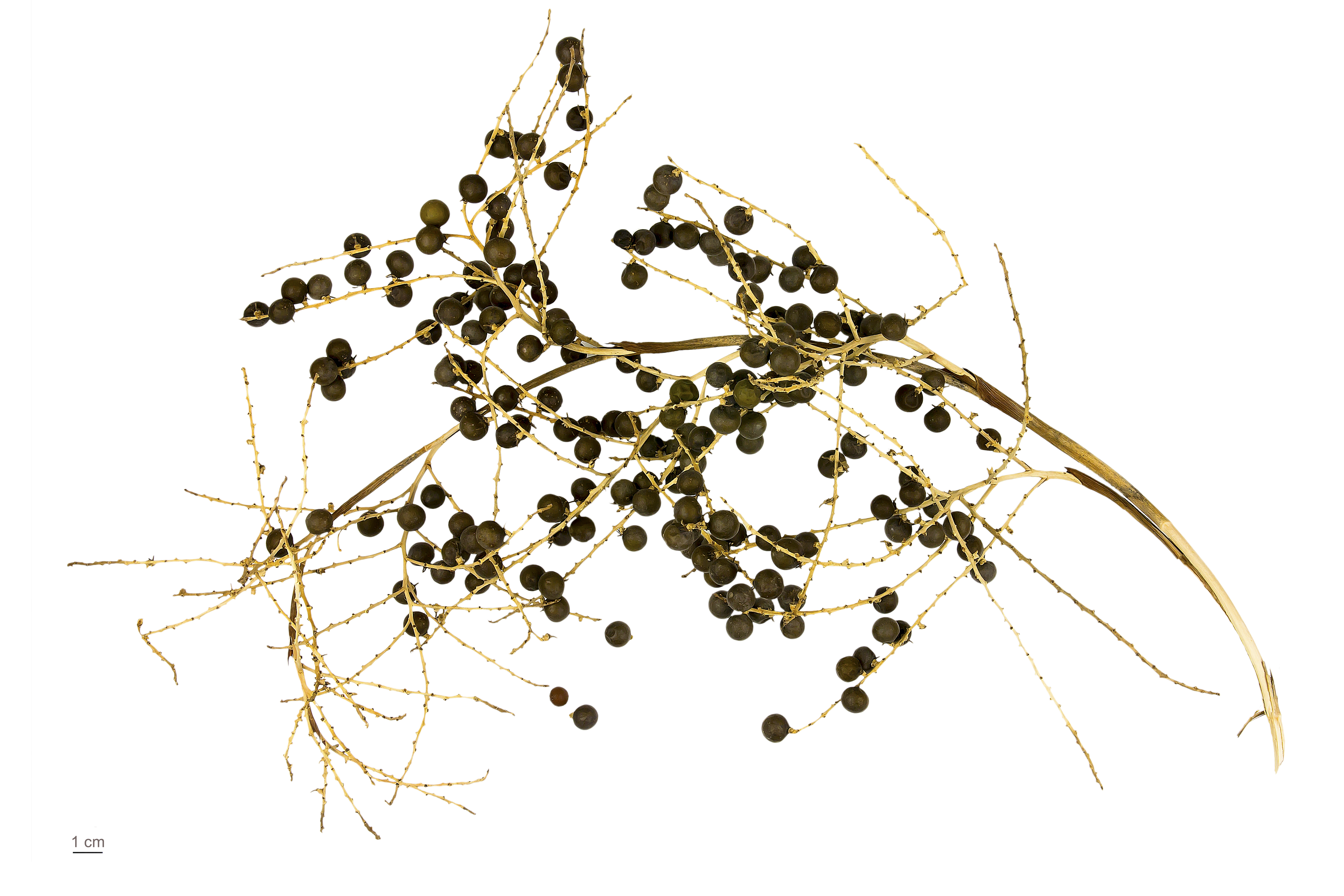
Sabal minor - Museum specimen